# Prix Ars Electronica
 (décembre 2021).
 (décembre 2021).
Le prix Ars Electronica est l'un des prix annuels les plus connus et les plus anciens dans le domaine de l'art électronique et interactif, de l'animation par ordinateur, de la culture numérique et de la musique[réf. nécessaire]. Il est décerné depuis 1987 par Ars Electronica (Linz, Autriche).
En 2005, le Golden Nica, le prix le plus élevé, a été décerné dans six catégories : « Animation par ordinateur / Effets visuels », « Musiques numériques », « Art interactif », « Net Vision », « Communautés numériques » et le prix « u19 » pour « l'informatique freestyle ». Chaque Golden Nica a reçu un prix de 10 000 euros, en dehors de la catégorie u19, où le prix était de 5 000 euros. Dans chaque catégorie, il y a aussi des prix de distinction et des mentions d'honneur.
Le Golden Nica est une réplique de la Victoire de Samothrace. C'est une statuette en bois faite à la main, plaquée d'or, donc chaque trophée est unique : environ 35 cm de haut, avec une envergure d'environ 20 cm, le tout sur un piédestal. « Prix Ars Electronica » est une phrase composée de mots français, latin et espagnol, traduite vaguement par « prix des arts électroniques ».

## Lauréats du Golden Nica

### Animation par ordinateur / film / VFX
La catégorie « Computer Graphics » (1987-1994) était ouverte à différents types d'images informatiques. La catégorie « Animation par ordinateur » (1987-1997) a été remplacée par la catégorie actuelle « Animation par ordinateur / effets visuels » en 1998.

#### Infographie
- 1987 : Figur10 de Brian Reffin Smith, Royaume-Uni
- 1988 : The Battle de David Sherwin, États-Unis
- 1989 : Gramophone de Tamás Waliczky, Hongrie
- 1990 : P-411-A de Manfred Mohr, Allemagne
- 1991 : Après avoir rencontré Eve pour la deuxième fois, Adam commence à parler de Bill Woodard, États-Unis
- 1992 : RD Texture Buttons de Michael Kass et Andrew Witkin, États-Unis
- 1993 : Founders Series de Michael Tolson, États-Unis
- 1994 : Jellylife / Jellycycle / Jelly Locomotion de Michael Joaquin Gray, États-Unis

#### Animation par ordinateur
- 1987 : Luxo Jr. de John Lasseter, États-Unis
- 1988 : Red's Dream de John Lasseter, États-Unis
- 1989 : Broken Heart de Joan Staveley, États-Unis
- 1990 : Empreinte de Mario Sasso et Nicola Sani, Italie
- 1991 : Panspermia de Karl Sims, États-Unis
- 1992 : Liquid Selves / Primordial Dance de Karl Sims, États-Unis
- 1993 : Lakmé de Pascal Roulin, Belgique
- 1994 : Jurassic Park de Dennis Muren, Mark Dippé et Steve Williams, États-Unis / Californie
  - Distinction : Quarxs de Maurice Benayoun, France
  - Distinction : KO Kid de Marc Caro, France
- 1995 : Le petit singe de Dieu de David Atherton et Bob Sabiston, États-Unis
- 1996 : Toy Story de John Lasseter, Lee Unkrich et Ralph Eggleston, États-Unis
- 1997 : Dragonheart de Scott Squires, Industrial Light & Magic (ILM), États-Unis

#### Animation par ordinateur / effets visuels

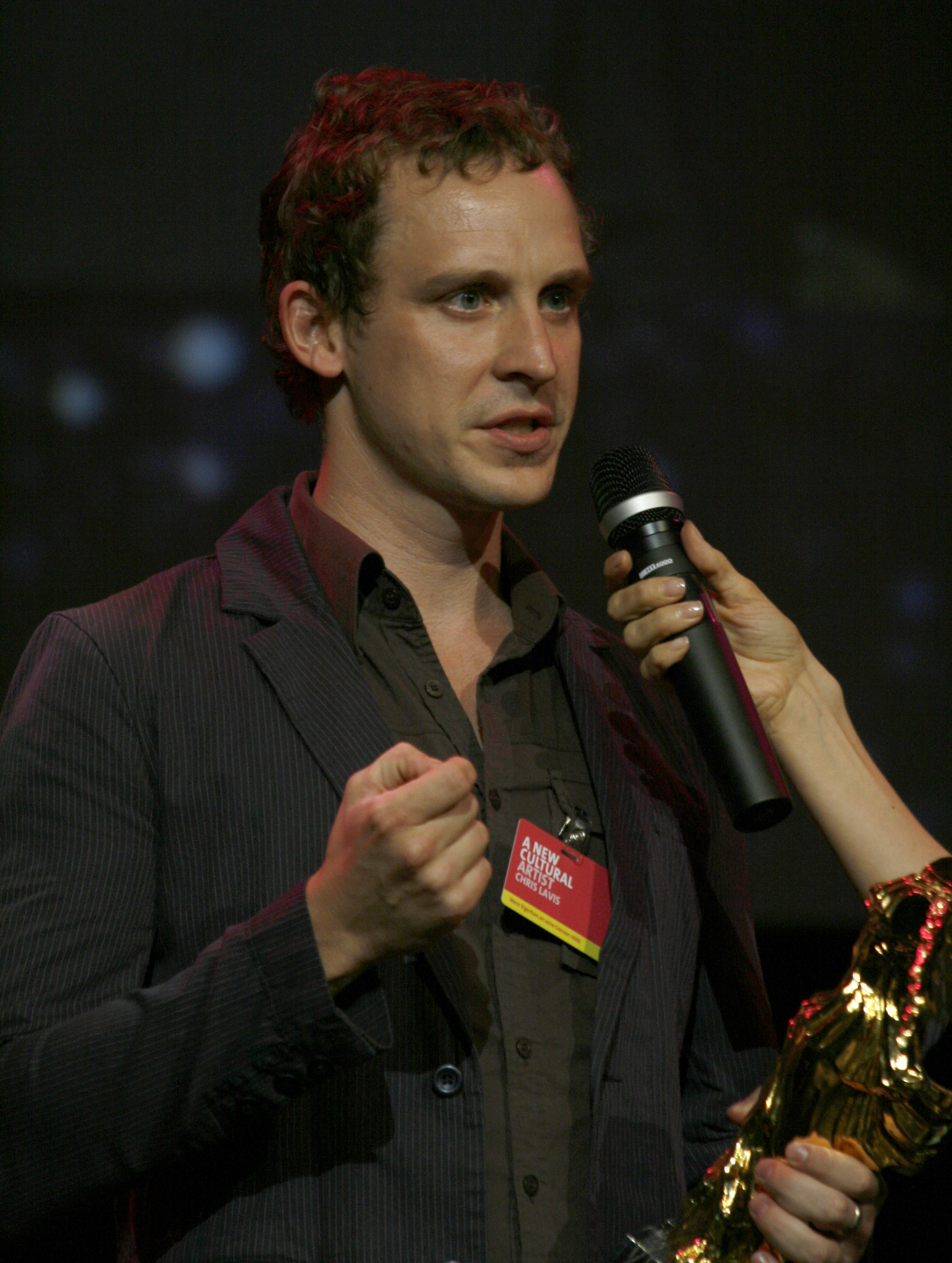
Chris Lavis avec le Golden Nica pour Madame Tutli-Putli (2008)

- 1998 : The Sitter de Liang-Yuan Wang, Taïwan
  - Titanic de Robert Legato et Digital Domain, États-Unis
- 1999 : Bunny de Chris Wedge, États-Unis
  - What Dreams May Come de Mass Illusions, POP, Digital Domain, Vincent Ward, Stephen Simon et Barnet Bain, États-Unis
- 2000 : Maly Milos de Jakub Pistecky, Canada
  - Maaz de Christian Volckman, France
- 2001 : Le Processus de Xavier de l'Hermuzière et Philippe Grammaticopoulos, France
- 2002 : Monsters, Inc. de Andrew Stanton, Lee Unkrich, Pete Docter et David Silverman, États-Unis
- 2003 : Tim Tom de Romain Segaud et Cristel Pougeoise, France
- 2004 : Ryan de Chris Landreth, États-Unis
  - Distinction : Parenthèse de François Blondeau, Thibault Deloof, Jérémie Droulers, Christophe Stampe, France
  - Distinction : Birthday Boy de Sejong Park, Australie
- 2005 : Fallen Art de Tomek Baginski, Pologne.
  - Distinction : Les Indestructibles de Pixar, États-Unis
  - Distinction : City Paradise de Gaëlle Denis (Royaume-Uni), Passion Pictures (France)
- 2006 : 458nm de Jan Bitzer, Ilija Brunck, Tom Weber, Filmakademie Baden-Württemberg, Allemagne
  - Distinction : Kein platz Für Gerold de Daniel Nocke / Studio Film Bilder, Allemagne
  - Distinction : Negadon, le monstre de Mars, de Jun Awazu, Japon
- 2007 : Codehunters de Ben Hibon, Royaume-Uni
- 2008 : Madame Tutli-Putli de Chris Lavis (réalisateur), Maciek Szczerbowski (réalisateur), Jason Walker (effets spéciaux visuels), Office national du film du Canada, Canada
- 2009 : HA'Aki d'Iriz Pääbo, Office national du film du Canada, Canada
- 2010 : Nuit Blanche d'Arev Manoukian (réalisateur), Marc-André Gray (artiste d'effets visuels), Office national du film du Canada, Canada
- 2011 : Metachaos d'Alessandro Bavari, Italie
- 2012 : Boucle de lunette arrière de Jeff Desom, Luxembourg
  - Distinction : Caldera d'Evan Viera, Orchid Animation, États-Unis
  - Distinction : Rise of the Planet of the Apes de Weta Digital, Nouvelle-Zélande / Twentieth Century Fox
- 2013 : Formulaires de Quayola (Italie), Memo Akten (Turquie)
  - Distinction : Duku Spacemarines de La Mécanique du Plastique, France
  - Distinction : Oh Willy… d'Emma De Swaef et Marc James Roels, Beast Animation, Belgique

### Musique numérique
Cette catégorie s'adresse à ceux qui font de la musique électronique et de l'art sonore avec des moyens numériques. De 1987 à 1998, la catégorie était connue sous le nom de « Computer music ». Deux Golden Nicas ont été décernés en 1987 et aucun en 1990. Il n'y avait pas de catégorie Computer Music en 1991.
- 1987 : Peter Gabriel et Jean-Claude Risset
- 1988 : Denis Smalley
- 1989 : Kaija Saariaho
- 1990 : aucun
- 1991 : catégorie omise
- 1992 : Alejandro Viñao
- 1993 : Bernard Parmegiani
- 1994 : Ludger Brümmer
- 1995 : Trevor Wishart
- 1996 : Robert Normandeau
- 1997 : Matt Heckert
- 1998 : Peter Bosch et Simone Simons (prix commun)
- 1999 : Come to Daddy de Aphex Twin (Richard D. James) et Chris Cunningham (prix commun)
  - Distinction : Anniversaires de Ikue Mori
  - Distinction : Mego (label), Hotel Paral.lel de Christian Fennesz, Seven Tons For Free de Peter Rehberg (aka Pita)
- 2000 : 20' to 2000 de Carsten Nicolai
  - Distinction : Minidisc de Gescom
  - Distinction : Outside the Circle of Fire de Chris Watson
- 2001 : Matrix de Ryoji Ikeda
- 2002 : Man'yo Wounded 2001 de Yasunao Tone
- 2003 : Ami Yoshida, Sachiko M et Utah Kawasaki (prix commun)
  - Distinction: Sun Pandämonium de Hecker
  - Distinction: Voice de Maja Ratkje
- 2004 : Banlieue du Vide de Thomas Köner
  - Distinction: Skate de Janek Schaefer
  - Distinction: Westernisation Completed de AGF
- 2005 : TEO! A Sonic Sculpture de Maryanne Amacher
  - Distinction: Kesto de Pan Sonic
  - Distinction: Plunderphonics de John Oswald
  - Mention d'honneur : Flüux:/Terminal de Dominique T. Skoltz[1]
- 2006 : L'Île ré-sonante d'Éliane Radigue
- 2007 : Reverse-Simulation Music de Mashiro Miwa
- 2008 : Reactable de Sergi Jordà (Espagne), Martin Kaltenbrunner (Autriche), Günter Geiger (Autriche) et Marcos Alonso (Espagne)
- 2009 : Vitesse du temps versions 1 et 2 de Bill Fontana, États-Unis
- 2010 : rheo: 5 horizons de Ryoichi Kurokawa, Japon
- 2011 : Energy Field de Jana Winderen, Norvège
- 2012 : Crystal Sounds of a Synchrotron[2] de Jo Thomas, Royaume-Uni
- 2013 : fréquencies (a) de Nicolas Bernier, Canada
  - Distinction : SjQ ++ de SjQ ++, Japon
  - Distinction : Borderlands Granular de Chris Carlson, États-Unis
- 2015 : Chijikinkutsu de Nelo Akamatsu, Japon
  - Distinction : Drumming is an elastic concept de Josef Klammer, Autriche
  - Distinction : Under Way de Douglas Henderson, États-Unis
- 2017 : Not Your World Music: Noise In South East Asia de Cedrik Fermont (Congo / Belgique / Pays-Bas), Dimitri della Faille (Belgique / Canada)
  - Distinction : Gamelan Wizard de Lucas Abela (Australie), Wukir Suryadi (Indonésie) et Rully Shabara (Indonésie)
  - Distinction : Corpus Nil de Marco Donnarumma, Allemagne / Italie

### Art hybride
- 2007 : Symbiotica
- 2008 : Pollstream - Nuage Vert de Helen Evans (France / Royaume-Uni) et Heiko Hansen (France / Allemagne), HeHe
- 2009 : Natural History of the Enigma d'Eduardo Kac, États-Unis
- 2010 : Ear on Arm de Stelarc, Australie
- 2011 : May the Horse Live in me de Art orienté objet, France
- 2012 : Bacterial radio[3] de Joe Davis, États-Unis
- 2013 : Projet Cosmopolitan Chicken de Koen Vanmechelen, Belgique
- 2015 : Plantas Autofotosintéticas de Gilberto Esparza, Mexique
- 2017 : K-9_topology de Maja Smrekar, Slovénie

### [l'idée suivante] voestalpine Art and Technology Grant
- 2009 : Open_Sailing de Open_Sailing Crew[4] dirigé par Cesar Harada
- 2010 : Hostage de [Frederik De Wilde][5].
- 2011 : Choke Point Project de P2P Foundation, Pays-Bas[6]
- 2012 : qaul.net – tools for the next revolution de Christoph Wachter et Mathias Jud
- 2013 : Hyperform de Marcelo Coelho (Brésil), Skylar Tibbits (États-Unis), Natan Linder (Israël), Yoav Reaches (Israël)
  - Mentions honorifiques : GravityLight de Martin Riddiford et Jim Reeves, Royaume-Uni [7]

### Art interactif

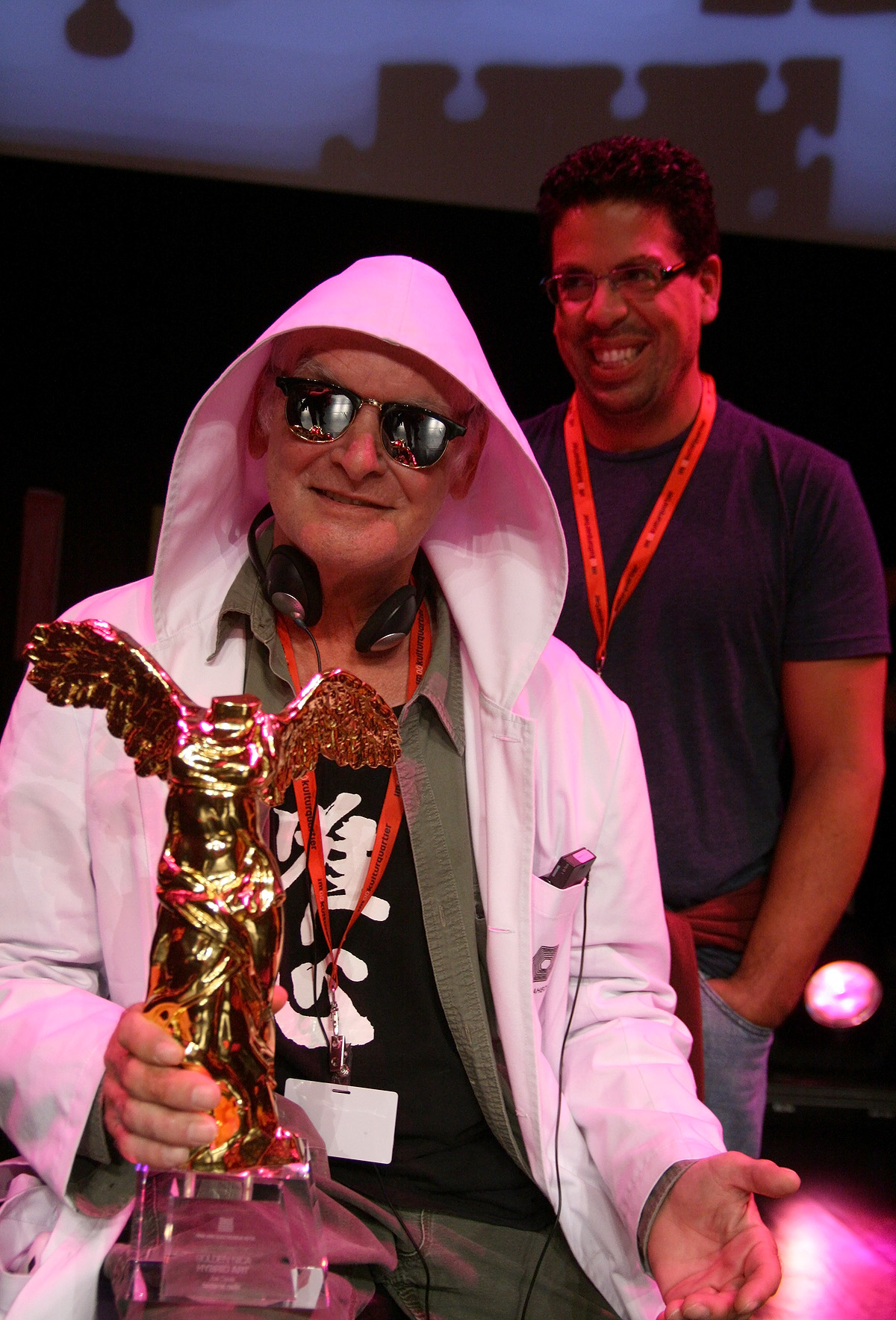
Joe Davis au Prix Ars Electronica 2012

Des prix dans la catégorie des arts interactifs sont décernés depuis 1990. Cette catégorie s'applique à de nombreuses catégories d'œuvres, y compris les installations et les performances, caractérisées par la participation du public, la réalité virtuelle, le multimédia et les télécommunications.
- 1990 : installation Videoplace de Myron Krueger
- 1991 : projet Think About the People Now de Paul Sermon
- 1992 : installation Home of the Brain de Monika Fleischmann et Wolfgang Strauss
- 1993 : installation Simulationsraum-Mosaik mobiler Datenklänge (smdk) de Knowbotic Research
- 1994 : environnement A-Volve de Christa Sommerer et Laurent Mignonneau
- 1995 : le concept de l'hypertexte, attribué à Tim Berners-Lee
- 1996 : installation Global Interior Project de Masaki Fujihata
- 1997 : concert Music Plays Images X Images Play Music de Ryuichi Sakamoto et Toshio Iwai
- 1998 : installation World Skin, a Photo Safari in the Land of War de Jean-Baptiste Barrière et Maurice Benayoun
- 1999 : Difference Engine #3 de Construct et Lynn Hershman
- 2000 : installation Vectorial Elevation, Relational Architecture #4 de Rafael Lozano-Hemmer
- 2001 : installation polar. de Carsten Nicolai et Marko Peljhan
- 2002 : installation n-cha(n)t de David Rokeby
- 2003 : jeu participatif Can You See Me Now? de Blast Theory et Mixed Reality Lab
- 2004 : installation Listening Post de Ben Rubin et Mark Hansen
- 2005 : installation et projet MILKproject d'Esther Polak, Ieva Auzina et RIXC (Riga Centre for New Media Culture)
- 2006 : installation The Messenger de Paul DeMarinis
- 2007 : installation Park View Hotel d'Ashok Sukumaran
- 2008 : Image Fulgurator[8] de Julius von Bismarck, Allemagne
- 2009 : Nemo Observatorium de Laurence Malstaf, Belgique
- 2010 : The Eyewriter de Zachary Lieberman, Evan Roth, James Powderly, Theo Watson, Chris Sugrue, Tempt1
- 2011 : Newstweek de Julian Oliver (Nouvelle-Zélande) and Danja Vasiliev (Russie)
- 2012 : Memopol-2[9] de Timo Toots, Estonie
- 2013 : Pendulum Choir de Michel Décosterd et André Décosterd, Suisse
  - Distinction : Rain Room de rAndom International, Royaume-Uni
  - Distinction : Voices of Aliveness de Masaki Fujihata, Japon
- 2014 : Loophole for All de Paolo Cirio, Italie
- 2016 : Can you hear me? de Mathias Jud (Allemagne), Christoph Wachter (Suisse)

### Catégories liées à Internet
Dans les catégories « World Wide Web » (1995-1996) et « .net » (1997-2000), des projets Web intéressants ont été attribués, sur la base de critères tels que la spécificité du Web, l'orientation communautaire, l'identité et l'interactivité. En 2001, la catégorie s'est élargie sous le nouveau nom « Net Vision / Net Excellence », avec des récompenses pour l'innovation dans le domaine du média en ligne.

#### Internet
- 1995 : Idea Futures de Robin Hanson
- 1996 : Digital Hijack de etoy
  - Deuxième prix : HyGrid de SITO et Journey as an exile

#### .net
- 1997 : Sensorium de Projet Taos
- 1998 : IO_Dencies Questing Urbanity de Knowbotic Research
- 1999 : Linux de Linus Torvalds
- 2000 : Au commencement... Était la ligne de commande (extraits) de Neal Stephenson

#### Net Vision / Excellence du Net
- 2001 : Banja, Team cHmAn et PrayStation de Joshua Davis
- 2002 : Carnivore de Radical Software Group et They Rule de Josh On et Futurefarmers
- 2003 : Habbo Hotel et Noderunner de Yury Gitman et Carlos J. Gomez de Llarena
- 2004 : Creative Commons
- 2005 : Processing de Benjamin Fry, Casey Reas et la communauté Processing
- 2006 : The Road Movie de exonemo

### Communautés numériques

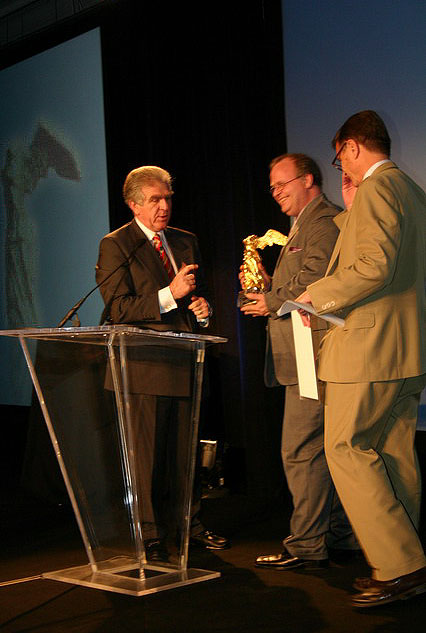
Danny Wool, représentant Wikipédia, reçoit un Golden Nica en 2004.

Une catégorie commencée en 2004 avec le soutien de SAP (et une cérémonie distincte à New York deux mois avant la cérémonie principale d'Ars Electronica) pour célébrer le 25e anniversaire d'Ars Electronica. Deux Golden Nicas ont été décernés.
The Organic City
- 2004 : Wikipédia et The World Starts With Me (en)
- 2005 : Akshaya, un programme de développement des technologies de l'information en Inde
  - Distinction : Free Software Foundation (États-Unis) et Telestreet - NewGlobalVision (Italie)
- 2006 : canal * ACCESSIBLE 
  - Distinction :
    - Codecheck (Roman Bleichenbacher, Suisse)
    - Proyecto Cyberela - Radio Telecentros (CEMINA)

  - Mentions honorifiques :
    - Arduino (Arduino)
    - Charter97.org - Nouvelles de la Biélorussie
    - CodeTree
    - MetaReciclagem
    - Mountain Forum
    - Northfield.org
    - Pambazuka News (Fahamu)
    - Semapedia
    - stencilboard.at de Stefan Eibelwimmer et Günther Kolar, Autriche
    - The Freecycle Network
    - The Organic City
    - Initiative UgaBYTES (Initiative UgaBYTES, Ouganda)
- 2007 : Overmundo
- 2008 : 1kg more
  - Distinction : PatientsLikeMe et Global Voices Onlinee
- 2009 : HiperBarrio de Álvaro Ramírez et Gabriel Jaime Vanegas
  - Distinction :
    - piratbyran.org
    - wikileaks.org

  - Mentions honorifiques :
    - hackmeeting.org
    - pad.ma
    - Maneno
    - femalepressure.net
    - metamute.org
    - ubu.com
    - canchas.org
    - feraltrade.org
    - flossmanuals.net
    - wikiartpedia.org
    - changemakers.net
    - vocesbolivianas.org
- 2010 : Chaos Computer Club
- 2011 : Fundacion Ciudadano Inteligente 
  - Distinction :
    - Bentham Papers Transcription Initiative (Transcrire Bentham), Royaume-Uni
    - X_MSG
- 2012 : Syrian people know their way[10]
- 2013 : El Campo de Cebada de El Campo de Cebada (Espagne)
  - Distinction : Refugees United de Christopher Mikkelsen et David Mikkelsen, Danemark
  - Distinction : Visualizing Palestine, de Visualizing Palestine, Palestine